# Головна Віленська школа

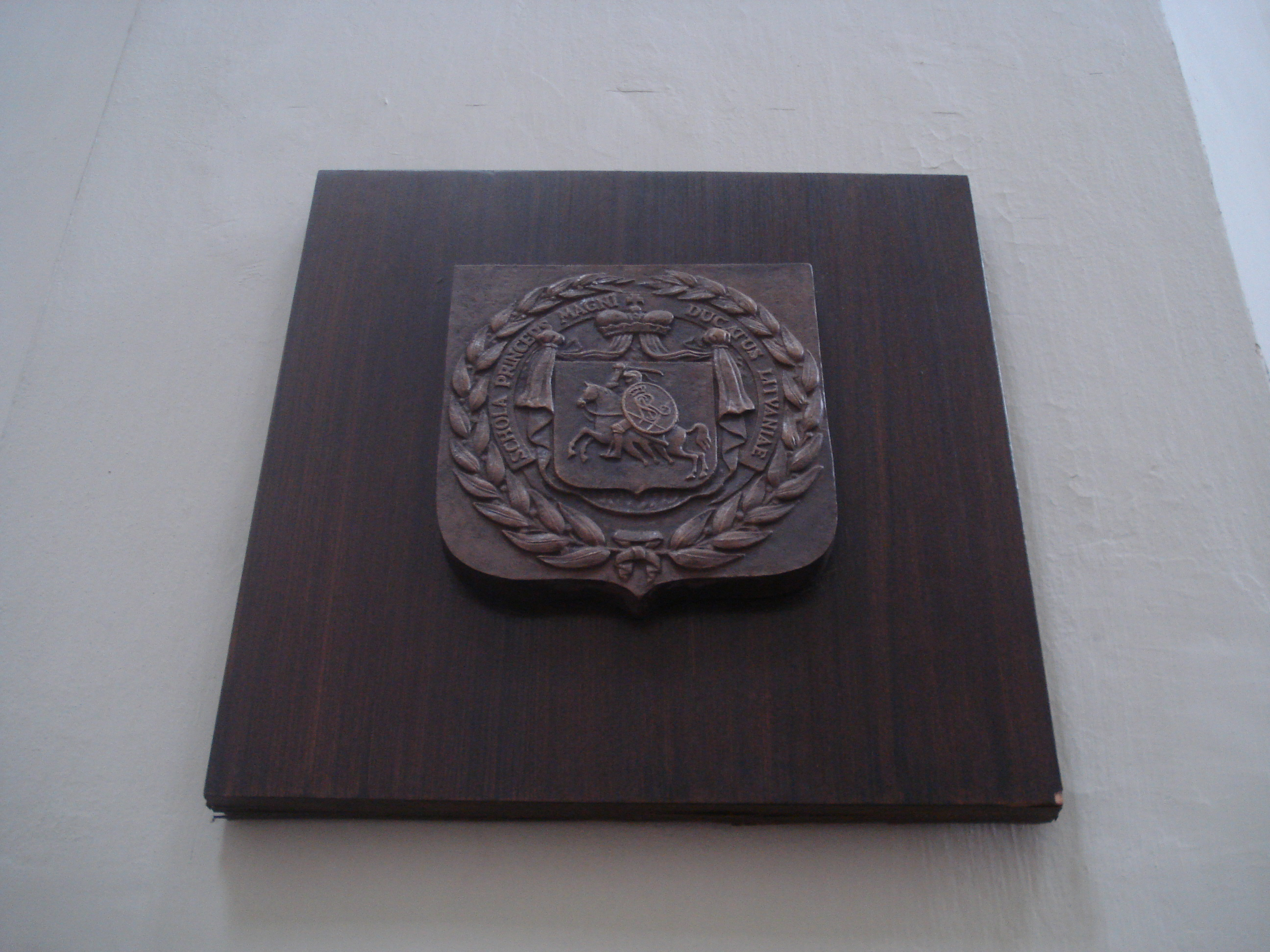
Вивіска Schola Princips Magni Ducatus Lithuaniae

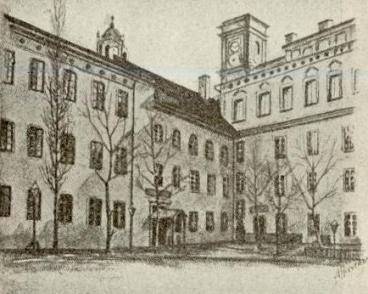
Головна Віленська школа

Головна Віленська школа (Szkoła Główna Wileńska) — вищий навчальний заклад в Вільні кінця XVIII століття — початку XIX століть; спадкоємиця заснованої у 1579 році єзуїтської Академії та університету та попередниця заснованого у 1803 році Імператорського Віленського університету, зіграла важливу роль у розвитку освіти, науки і культури Литви та Білорусі.

## Історія
Після скасування в 1773 році ордена єзуїтів належана їм Віленська Академія та університет були при діяльній участі колишнього єзуїта, математика та астронома Мартина Почобута-Одляницького реорганізовані в Головну школу Великого князівства Литовського (Schola Princips Magni Ducatus Lithuaniae) (1780). У її ведення передавалися всі навчальні заклади краю. Після розділів Речі Посполитої вона була перейменована в 'Головну Віленськую школу':

У 1797 році імператор Павло I відвідав Вільно, оглянув у подробиці головну школу та доручив князю Рєпніну, Віленського генерал-губернатору, потурбуватися складанням нового статуту для управління Головної школи та підвідомчими їй училищами.

У розробці статуту брав діяльну участь Мартин Почобут-Одляницький. За Головною віленській школою збереглися права установи, керівного навчальними закладами Литви та Білорусі, та доходи поіезуітскіх маєтків. У школі з'явилася кафедра витончених мистецтв на чолі з живописцем Франциском Смуглевичем та було посилено викладання хімії. Ректором до 1799 року залишався Мартин Почобут-Одляницький. Його змінив правознавець і економіст Єронім Стройновський.
При Мартині Почобуту-Одляницкому з'явилися кафедра образотворчого мистецтва, університетський ботанічний сад, в 1781 році був заснований медичний факультет. З його ініціативи були запрошені відомі вчені.

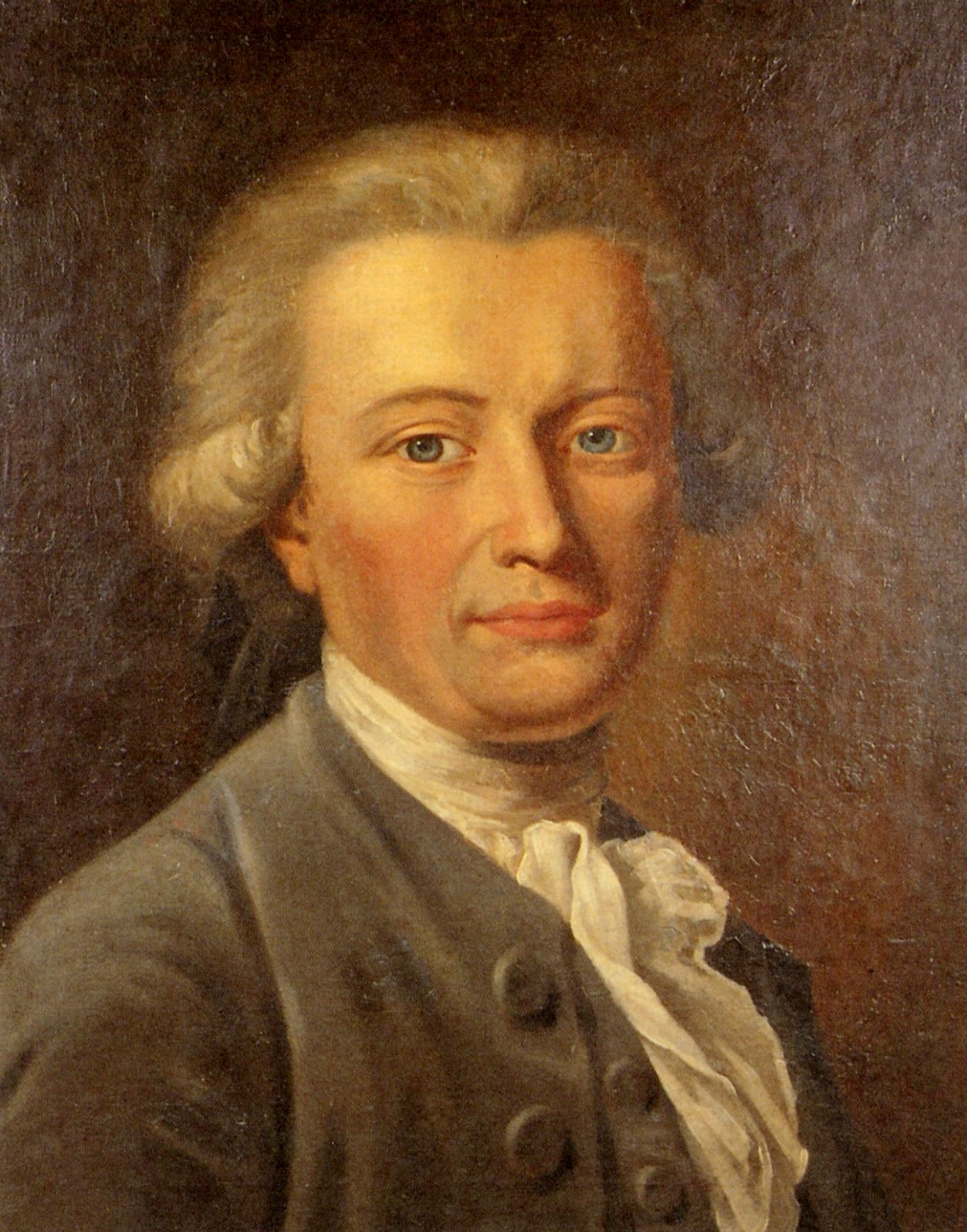
Форстер (приблизно 1785)

- прибулий з Варшави правознавець та економіст Єронім Стройновський (Hieronim Stroynowski; 1752—1815), з 1780 року професор природного права, автор трактату „Nauka prawa przyrodzonego, politycznego, ekonomiki politycznej i prawa narodów“ (1785), з 1799 року ректор, а пізніше єпископ віленський (1814—1815);
- французький ботанік та лікар Жан Емануэль Жілібер (Jean Emanuel Gilibert; 1741—1814); прибувши з Гродно у 1781 році, він вже у 1783 році був змушений покинути Вільнюс через конфлікт з клерикальними колами, в який була втягнута та його дружина[2];
- німецька натураліст Йоганн Георг Адам Форстер (Johann Georg Adam Forster; 1754—1794), займав кафедру природознавства в 1784-1787 роках.

У 1781 році в будівлі на Замковій вулиці (ниніPilies g. 22) була заснована Медична колегія Головної школи, яка вважається першим медичним вищим навчальним закладом в Литві. Професор Жан Емануель Жілібера у дворі Медичної колегії у 1782 році заснував ботанічний сад та оранжерею. Вони займали площу близько 300 метрів2, на якій росло понад 2 тисячі рослин. Ботанічний сад у добрих умовах діяв тут до 1797 року.

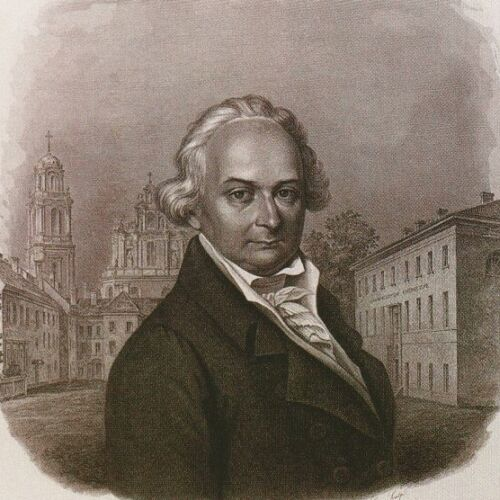
Анджей Снядецький

Викладали також інші відомі вчені — вихованець Головної школи, ботанік Станіслав Боніфацій Юндзілл(Stanisław Bonifacy Jundziłł; 1761—1847), польський математик Францішек Нарвойш(Franciszek Narwojsz; 1742—1819) та багато інших.
З 1797 року професором хімії був Анджей Снядецький (Jędrzej Śniadecki; 1768—1838).
В 1789—1794 військову інженерію та картографію в Литовській школі інженерного корпусу при Головній школі викладав архітектор Вавжинець Ґуцевич (Wawrzyniec Gucewicz; 1753—1798), її професор з 1793 року; пізніше, після придушення повстання 1794 року, викладав також у 1797-1798 роках. Його учень Міхал Шульц (Michał Szulc; 1769—1812) закінчив Головну школу у 1788 році зі ступенем доктора філософії та в 1797 році став ад'юнктом професора, пізніше — професором і очолив кафедру архітектури.
Вчений-гігієніст Август Бекю (August Ludwik Bécu; 1775—1824) закінчив навчання в Головній школі зі ступенем доктора філософії (1789), пізніше отримав ступінь доктора медицини (1793) та з 1797 року читав курси патології, терапії, фармацевтики, фізіології.
Серед вихованців Головної школи також військовий інженер та архітектор, історик і дослідник литовської міфології Теодор Нарбут(Teodor Narbutt; 1784—1864), у 1799-1803 роках навчався в ній інженерній справі;
Підписаним 4 (16) квітня 1803 року імператором Олександром I актом Головна Віленська школа перетворюється на імператорський Віленський університет.